# Liste der ausländischen Spieler des Jahres (Italien)
Die Auszeichnung Italiens ausländischer Fußballspieler des Jahres war eine von 1997 bis 2010 jährlich von der Associazione Italiana Calciatori vergebener Preis für den besten nichtitalienischen Spieler der Serie A. Die Auszeichnung war Teil der Preisverleihung Oscar del Calcio und bezog sich immer auf die Spielzeit der Serie A, welche im Kalenderjahr der Auszeichnung beendet wurde. Nach 2010 wurde in der Nachfolgeveranstaltung Gran Galà del Calcio nur noch ein Fußballer des Jahres, unabhängig von dessen Nationalität, geehrt.

## Liste der Gewinner
| Jahr | Oscar del Calcio       | Oscar del Calcio | Oscar del Calcio   | Oscar del Calcio |
| Jahr | Spieler                | Nation           | Verein             | [ 1 ]            |
| ---- | ---------------------- | ---------------- | ------------------ | ---------------- |
| 1997 | Zinedine Zidane        | Frankreich       | Juventus Turin     | [ 1 ]            |
| 1998 | Ronaldo                | Brasilien        | Inter Mailand      | [ 1 ]            |
| 1999 | Gabriel Batistuta      | Argentinien      | AC Florenz         | [ 1 ]            |
| 2000 | Andrij Schewtschenko   | Ukraine          | AC Mailand         | [ 1 ]            |
| 2001 | Zinedine Zidane (2)    | Frankreich (2)   | Juventus Turin (2) | [ 1 ]            |
| 2002 | David Trezeguet        | Frankreich (3)   | Juventus Turin (3) | [ 1 ]            |
| 2003 | Pavel Nedvěd           | Tschechien       | Juventus Turin (4) | [ 1 ]            |
| 2004 | Kaká                   | Brasilien (2)    | AC Mailand (2)     | [ 1 ]            |
| 2005 | Zlatan Ibrahimović     | Schweden         | Juventus Turin (5) | [ 1 ]            |
| 2006 | Kaká (2)               | Brasilien (3)    | AC Mailand (3)     | [ 1 ]            |
| 2006 | David Suazo            | Honduras         | Cagliari Calcio    | [ 1 ]            |
| 2007 | Kaká (3)               | Brasilien (4)    | AC Mailand (4)     | [ 1 ]            |
| 2008 | Zlatan Ibrahimović (2) | Schweden (2)     | Inter Mailand (2)  | [ 1 ]            |
| 2009 | Zlatan Ibrahimović (3) | Schweden (3)     | Inter Mailand (3)  | [ 1 ]            |
| 2010 | Diego Milito           | Argentinien      | Inter Mailand (4)  | [ 1 ]            |